# Mauri Rose

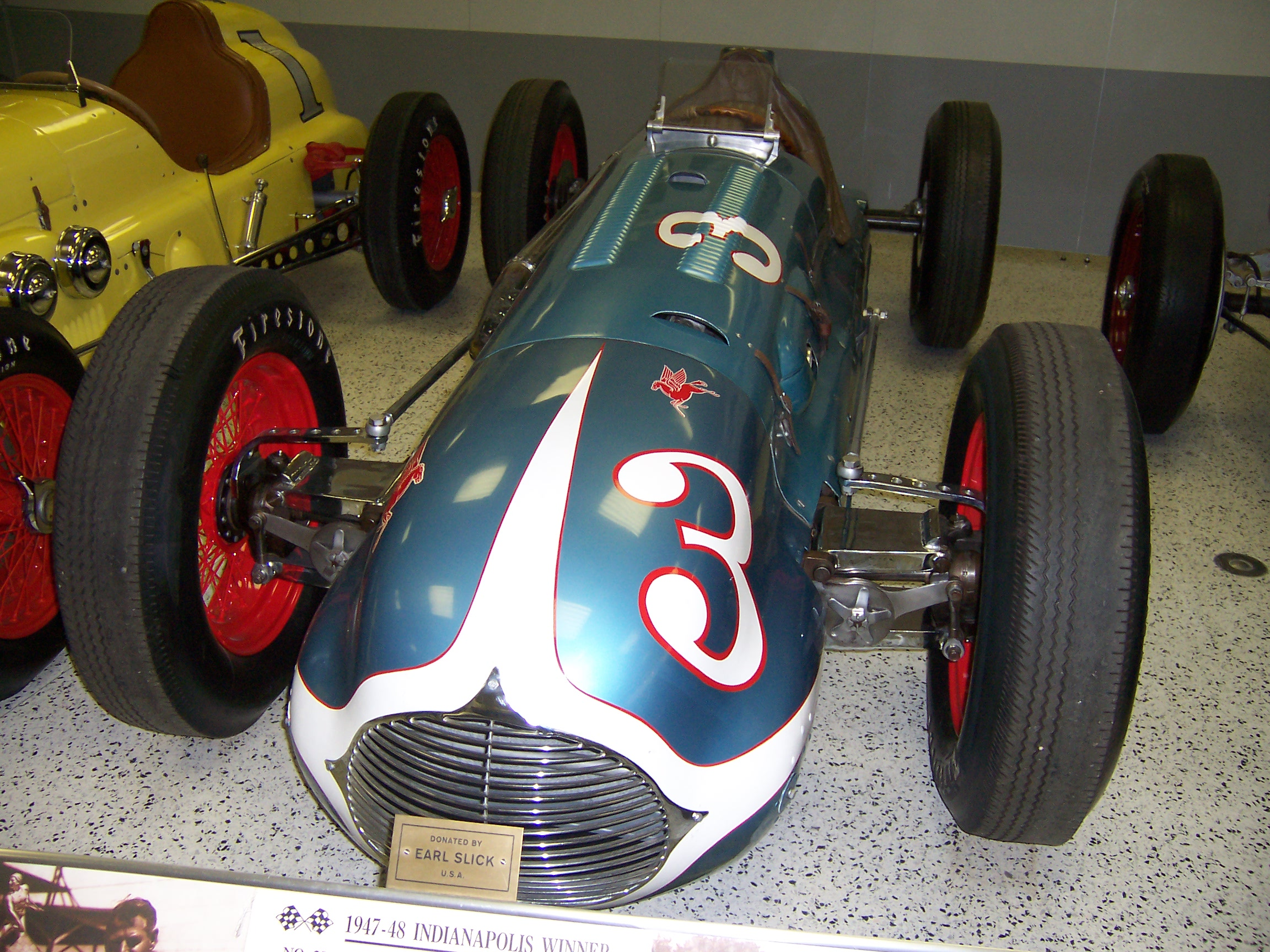
De auto van Mauri Rose

Mauri Rose (Columbus (Ohio), 26 mei 1906 - Royal Oak (Michigan), 1 januari 1981) was een Amerikaans autocoureur. Hij won de Indianapolis 500 race drie keer.
Rose won de race op Indianapolis voor de eerste keer in 1941. Hij startte vanaf poleposition maar door een defect met zijn wagen viel hij al na zes ronden uit de race. Daarna nam hij de wagen over van Floyd Davis en won. Hij won de race nog twee keer, in 1947 en 1948. Hij reed de Indy 500 in totaal vijftien keer, de laatste keer in 1951.
Rose won in 1936 het American Automobile Association kampioenschap, de voorloper van de Champ Car. Hij reed in zijn carrière 36 kampioenschapsraces, won zes keer en stond tien keer op het podium als niet-winnaar. Omdat de Indy 500 tussen 1950 en 1960 meetelde voor het Formule 1 kampioenschap, werd hij op een gedeelde plaats negende in het Formule 1 kampioenschap van 1950, na zijn derde plaats op Indianapolis dat jaar. In 1994 werd hij postuum opgenomen in de International Motorsports Hall of Fame.